# Mount Ossa
Mount Ossa – najwyższy szczyt Tasmanii (1617 m n.p.m.) położony centralnej części wyspy, na terytorium Parku Narodowego Cradle Mountain-Lake St Clair. Cała góra zbudowana jest z diabazów z okresu jury. Nazwa wywodzi się z mitologii greckiej.